# Lobo (anatomia)
Um lobo (dito /'lɔ.bu/, como em logo) ou lóbulo é uma divisão ou extensão anatómica de um órgão. Significa, no sentido lato, uma parte convexa de um traçado ou percurso. 
É usado em:
- anatomia geral para referir uma parte mais ou menos bem definida de um órgão, por exemplo o cérebro, pulmões e glândulas, demarcada por fissuras, sulcos, tecido conjuntivo etc. O seu diminutivo lóbulo é também usado nesta área para referir parte da orelha ou outros órgãos.
- anatomia zoológica refere-se a cada uma das partes da barbatana caudal dos peixes, a parte superior e a parte inferior.
- morfologia botânica, refere-se às partes de uma folha ou flor com recorte pouco acentuado.

## Exemplos de lóbulos.

### Cérebro
Ver: Lobo (cérebro)
Entre os lobos do cérebro estão:
- Lobo frontal
- Lobo temporal
- Lobo parietal
- Lobo occipital
- Lobo insular

### Cerebelo
Ver: Lobo (cerebelo)
- Lobo floculonodular
- Lobo anterior (cerebelo)
- Lobo posterior (cerebelo)

### Pulmão
- Pulmão esquerdo: lobos superior e inferior.
- Pulmão direito: lobos superior, médio e inferior

### Fígado
Ver: Lobo (fígado)
- Lobo esquerdo do fígado
- Lobo direito do fígado
- Lobo quadrado do fígado
- Lobo caudado do fígado

### Outros
- O lóbulo da orelha.
- Os lobos testiculares.